# Spilophora bohemani
Spilophora bohemani es una especie de insecto coleóptero de la familia Chrysomelidae.
Fue descrita científicamente en 1859 por Baly.